# Братська могила радянських воїнів (вул. Серафімовича на Південно-Довгинцівському кладовищі Довгинцівського району м. Кривий Ріг)
Братська могила радянських воїнів — масове поховання радянських воїнів, які померли від ран в лютому-березні 1944 року в пересувному польовому шпиталі. Поховання знаходиться на Південно-Довгинцівському кладовищі (вул. Серафимовича) міста Кривого Рогу. 

## Передісторія
Під час визволення Криворіжжя у період з 23 лютого по 18 березня 1944 року у хірургічному пересувному польовому шпиталі № 5261 померло від ран 47 радянських воїнів, які були поховані у братській могилі на Південно-Довгинцівському кладовищі. У 1975 році на могилі було встановлено обеліск з гранітної крихти. На меморіальних плитах увічнені прізвища та звання 47 осіб.
Рішенням Дніпропетровського облвиконкому від 19.11.1990 року № 424 пам’ятка була взята на державний облік з охоронним № 6318.
Відповідно до списку увічнених воїнів, станом на 2017 рік відомі дані щодо 47 загиблих воїнів-визволителів Криворіжжя, померлих від ран в хірургічному пересувному польовому шпиталі № 5261 у період з 23 лютого по 18 березня 1944 року.

## Опис
Братська могила у вигляді квітника, огороджена бетонним бордюром. Біля входу розташовані стела та меморіальні плити. Стела (обеліск) прямокутної форми з гранітної крихти на постаменті з такого ж матеріалу. Розміри постаменту 0,75×0,20×0,30 м, стели 1,10×0,60×0,07 м. З одного боку стели викарбувано напис російською мовою у 7 рядків: «Здесь / захоронены / воины, умершие / от ран при / освобождении / Криворожья / ІІ и ІІІ 1944». Літери пофарбовані у золотистий колір. Три меморіальні плити сірого кольору з гранітної крихти, розмірами 1,20×0,70×0,10 м; з нанесеними прізвищами, ініціалами та званнями похованих. Літери виконано золотистою фарбою. Верхня частина плит лежить на бордюрі висотою 5 см, шириною 10 см, нижня частина — на землі. Відстань між плитами 20 см. 